# Мілютін Борис Семенович
Бори́с Семе́нович Мілю́тін (14 березня 1905, Крюків посад Полтавської губернії — † 24 вересня 1993, Кишинів) — радянський, молдавський диригент й педагог. Заслужений діяч мистецтв Молдавської РСР (1947). Народний артист Молдавської РСР (1985). Нагороджений двома орденами Трудового Червоного Прапора, орденами «Знак пошани», Вітчизняної війни 2 ступеня, медалями.

## Життєпис
Походить з багатодітної родини залізничного службовця. Його батько у вільний від роботи час заснував хор з місцевої інтелігенції, котрим і керував, написавши хористам ноти, грав на скрипці та малював.
Вступив до Ленінградського центрального музичного технікуму на клас скрипки — вчився у професора Ю. І. Ейдліна. 1936 року закінчив Ленінградську консерваторію — клас оперного та симфонічного диригування — вчився у професора О. В. Ґаука, закінчив по класу І. А. Мусіна.
Ще в часі навчання керував хором Українського будинку в Ленінграді й викладав у дитячих музичних школах. Три роки працював в оперній студії консерваторії, в цьому часі диригував виставами «Євгеній Онєгін», «Ріголетто», «Царська наречена».
В 1936—1940 роках — головний диригент Молдавського державного симфонічного оркестру в Тирасполі, у 1940—1953 — симфонічного оркестру Молдавської філармонії.
1940 почав працювати викладачем Кишинівської консерваторії, 1950 — доцент, 1965 — професор кафедри оперної підготовки, також вів клас оперної підготовки.
Учасник Другої світової війни, перебував на Карельському та Третьому Українському фронтах, демобілізувався у званні капітана.
З 1946 по 1947 рік працював диригентом Кишинівського Молдавського музично-драматичного театру.
Серед його постановок цього часу:
- 1946 — «Чіо-Чіо-сан»,
- 1946 — «Панянка-селянка» Асаф'єва.
- У 1961—1962 роках — головний диригент Молдавського театру опери та балету.

Постановки цього часу:
- 1961 — «Світанок» Загорського,
- 1962 — «Паяци»,
- 1962 — «Тоска»,
- 1963 — «Стежкою грому» Караваєва.

Як педагог підготував Тамару Чебан, Олександра Огнівцева, Параску Ботезат, Ніну Міссіну, Марію Бієшу.